# بيكانبارو
بيكانبارو (بالإندونيسية: Kota Pekanbaru)‏ هي مدينة في إندونيسيا، وهي عاصمة مقاطعة رياو. وهي واحدة من أكبر المراكز الاقتصادية في الجزء الشرقي من جزيرة سومطرة، يقدر عدد سكانها بـ 1,093,416. نسمة ومساحتها 632.26 كم2 وترتفع عن سطح البحر 12 متر.

## المدن التوأمة
مدينة فلورنسا هي مدينة توأمة لـبيكانبارو.

## أعلام
- سيوتانتو تان
- فيونا تان
- الشريف قاسم الثاني